# Welterbe auf den Salomonen

Zum Welterbe auf den Salomonen gehört (Stand 2016) eine UNESCO-Welterbestätte des Weltnaturerbes. Der ozeanische Inselstaat Salomonen ist der Welterbekonvention 1992 beigetreten, die bislang einzige Welterbestätte wurden 1998 in die Welterbeliste aufgenommen.

## Welterbestätten
Die folgende Tabelle listet die UNESCO-Welterbestätten auf den Salomonen in chronologischer Reihenfolge nach dem Jahr ihrer Aufnahme in die Welterbeliste (K – Kulturerbe, N – Naturerbe, K/N – gemischt, (G) – auf der Liste des gefährdeten Welterbes).
| Bild             | Bezeichnung         | Jahr | Typ   | Ref. | Beschreibung                           |
| ---------------- | ------------------- | ---- | ----- | ---- | -------------------------------------- |
| (weitere Bilder) | East Rennell (Lage) | 1998 | N (G) | 854  | südöstliches Drittel der Insel Rennell |

## Tentativliste
In der Tentativliste sind die Stätten eingetragen, die für eine Nominierung zur Aufnahme in die Welterbeliste vorgesehen sind. Derzeit (2017) sind zwei Stätten in der Tentativliste der Salomonen eingetragen, die letzte Eintragung 2008. Die folgende Tabelle listet die Stätten in chronologischer Reihenfolge nach dem Jahr ihrer Aufnahme in die Tentativliste.
| Bild                    | Bezeichnung                                 | Jahr | Typ | Ref. | Beschreibung |
| ----------------------- | ------------------------------------------- | ---- | --- | ---- | --- |
| Marovo-Tetepare-Komplex | Marovo-Tetepare-Komplex (Lage)              | 2008 | K/N |      | umfasst die Marovo-Lagune, die jetzt unbewohnte Insel Tetepare mit den Spuren einer früheren Bevölkerung und ausgewählte Landstriche der Inseln Vangunu, Gatokae und Rendova, Meeresgebiete vor den Küsten dieser Inseln sowie die Barriereinsel Hele im New-Georgia-Archipel in der Westprovinz der Salomonen. |
|                         | Tropisches Regenwald-Erbe auf den Salomonen | 2008 | N   |      | umfasst Regenwälder der Bauro Highlands, am Mount Maetambe, auf der Insel Kolombangara und am Mount Popomanaseu |